# Franco Tortora
Franco Tortora (Roma, 1º agosto 1953) è un cantante italiano.

## Biografia
Allievo del maestro Ovidio Sarra, inizia l'attività di cantante da adolescente, partecipando a vari concorsi della sua regione, come il Festival di Rieti.
Ottenuto nel 1968 un contratto con l'etichetta La Voce del Liri, pubblica il primo 45 giri l'anno seguente, realizzato con gli arrangiamenti del maestro Roberto Pregadio e con la partecipazione dei "4+4" di Nora Orlandi, come il successivo.
Nel 1970 partecipa al Festival di Pesaro e al Festival di Lugano.
Passa poi alla Zeus e partecipa a Un disco per l'estate 1971 con la canzone Il tuo sorriso, arrivando fino alla serata finale; torna alla stessa manifestazione l'anno successivo, dopo aver cambiato casa discografica ed essere passato alla Little Records, l'etichetta fondata da Little Tony, con Un, due, tre, canzone scritta da Enrico Ciacci, fratello di Little Tony, insieme a Claudio Daiano, Bruno Lauzi ed Italo Janne.
Sempre nel 1972 partecipa al Cantagiro con Quando il sole nascerà.
Dopo un ritorno alla Zeus, ottiene il suo più grande successo nel 1977 con la canzone Aspetterò, incisa per la Yep, che entra in hit parade raggiungendo la posizione n° 25; sempre con questa casa discografica partecipa al Cantagiro 1978 con la canzone Piccola dea.
Cambia poi genere, accostandosi alla discomusic ed incidendo alcuni 45 giri per la Spaghetti Records, tra cui Remember nel 1984; continua in seguito l'attività a livello locale.
Nel 2022 partecipa alla seconda edizione di The Voice Senior.
Il 12 giugno 2024 esce sui principali digital stores e in radio il nuovo singolo di Franco Tortora, dal titolo “Al centro del mio cuore”, scritta dal cantautore Vincenzo Capua.

## Discografia

### Album
- 1971 - Franco Tortora (Zeus, BE, 0028)
- 1972 – Franco Tortora...canta...Paul Anka (Little Records, LRP 9008)

### Singoli
- 1969 – Non si può dimenticare/Non andare (Voce del Liri, VL 002)
- 1970 – La luce bianca del mattino/Mille anni più di me (Voce del Liri, VL 005)
- 1971 – Il tuo sorriso/Rosa bianca (Zeus, BE 324)
- 1972 – Un due tre/A meno di due metri da me (Little Records, LR 2019)
- 1972 – Quando il sole nascerà/Nel sole, nel cuore, nella mente (Little Records, LR 2022)
- 1973 – Ciao ragazza mia/A meno di due metri da me (Little Records, LR 2024)
- 1974 – Se fosse possibile/Fino alla fine (Production, 540 1004)
- 1975 – Un figlio/Camicetta (Zeus, BC 5038)
- 1976 – Il disco suona/Oh mamma mia (OK Production, 5401 003)
- 1977 – Fino alla fine/Se fosse possibile (OK Production, 5401 004)
- 1977 – Aspetterò/Che donna è lei (Yep, 00691)
- 1978 – Piccola dea/Verde età (Yep, 00699)
- 1979 – Signora/Ma sì (Yep)
- 1980 – Macchina vola/Con tenerezza (Fun)
- 1981 – Ricordo/Still in My Mind (Fun, 00161)
- 1984 – Remember/The Flame (Spaghetti Records, SPRNP 101)
- 2024 – Al centro del mio cuore (Caramella Blues)